# 조선로동당 제4차 대회
조선로동당 제4차 대회(朝鮮勞動黨第4次大會)는 1961년 9월 11일부터 9월 18일까지 평양에서 진행된 조선로동당의 당대회다. 1157명의 결의권을 가진 대표와 57명의 발언권을 가진 대표가 참가하였다.
제4차 대회에서는 조선로동당의 지도이념으로 마르크스-레닌주의를 유지한 채, ‘전국적범위에서의 반제반봉건민주주의혁명 및 북반부에서의 사회주의 완전승리’라는 당면목표와 ‘공산주의 사회건설’이라는 최종목표를 내세웠으며, 1961년부터 1967년까지의 인민경제발전 7개년 계획이 선포되었다. 또한, 이 시기부터는 다른 조선공산주의 운동과 함께 김일성의 타도제국주의동맹, 반제청년동맹 등의 빨치산 활동을 부각시켰다.

## 통계
- 당원: 1,311,563명
- 당세포: 65,000개
- 대의원: 1,657명, 3명 부참 (로동자 994명, 농민 451명, 인텔리겐챠 191명, 기타 71명)
- 당원의 인구비: 12.2%